# Симеонович, Чолак Анта
Анта Чолак Симеонович (серб. Чолак Анта Симеоновић; 1777, Призрен, Османская империя, — 23 августа 1853, Крагуевац, Сербское княжество) — один из виднейших военачальников Первого сербского восстания 1804-13 годов.
Прозвище Чолак получил, потому что в одном из боев с турками потерял часть руки (çolak - рука).
В мае 1809 Чолак в сообществе с воеводой Вуйицей Вуличевичем вели Карагеоргово войско в наступление из Никшича в Черногорию. Они пересекли Лим с 2.000 мужчинами и напали на вражеский гарнизон в Приеполье. После этого, Чолак Анта с одним батальоном перешел Тару, и повёл своё войско дальше через Дробняк. Анте Чолак и Рака Леваяц, продолжали наступление с другой стороны, поскольку они были отрезаны и остались в Цетинье у епископа, а затем тайно вернулись через турецкие территории в Сербию.